# 任悊
任悊（1551年6月29日—？年），字四明（曰明），號懷野，四川順慶府南充縣人，明朝政治人物。

## 生平
隆慶元年（1567年）丁卯科四川鄉試第二十八名舉人，萬曆十一年（1583年）癸未科會試111名，三甲27名進士。都察院觀政，本年任雲南府推官，升河南府同知，萬曆二十二年甲午陞任南陽府知府，萬曆二十六年考察降用，本年降湖廣荊州府同知，萬曆三十一年癸卯升江南無為州知州，萬曆三十三年乙巳升真定府同知，萬曆三十六年戊申升陝西鞏昌府知府，三十八年考察去職。所在卓著，政聲以循良稱。

## 家族
曾祖任傚；祖任纉，知縣，封御史；父任良，嘉靖戊戌進士，廣西布政司參議；前母程氏（贈孺人）；母馬氏（封孺人）。永感下。兄光祖；恕；思（鹽運司經歷），弟惠；愚（貢士）；悳。